# Hansjörg Knecht
Pour les articles homonymes, voir Knecht.
Hansjörg Knecht, né le 24 mars 1960 à Leuggern (originaire de Leibstadt), est une personnalité politique suisse, membre de l'Union démocratique du centre (UDC). Il est député du canton d'Argovie au Conseil national de décembre 2011 à décembre 2019, puis au Conseil des États de 2019 à 2023.

## Biographie
Hansjörg Knecht naît le 24 mars 1960 à Leuggern, dans le canton d'Argovie. Il est originaire de Leibstadt, dans le même district. Son père est membre de l'UDC.
Il est titulaire d'un diplôme de commerce obtenu à Baden et d'un diplôme de technicien meunier obtenu à Saint-Gall.
Il est copropriétaire et directeur d'une entreprise familiale fondée en 1887, les moulins Knecht Mühle, à Leibstadt,.
Il a le grade de soldat à l'armée.
Il est marié et habite à Leibstadt.

## Parcours politique
Il est membre du Conseil communal (exécutif) de Leibstadt de janvier 1990 à décembre 1997 et du Grand Conseil du canton d'Argovie de mars 1996 à janvier 2012.
Il est élu au Conseil national comme représentant du canton d'Argovie en 2011 et réélu en 2015. Il y siège à la Commission de l'environnement, de l'aménagement du territoire et de l'énergie (CEATE).
Candidat malheureux au Conseil des États en 2015, où il est battu par le libéral-radical Philipp Müller au second tour après l'avoir devancé de 6 000 voix au premier et avoir été évoqué comme candidat potentiel pour succéder à Eveline Widmer-Schlumpf Conseil fédéral,, il y est élu le 24 novembre 2019 au second tour, ce qui permet à l'UDC de récupérer son siège cédé à la socialiste Pascale Bruderer en 2011. Stefanie Heimgartner lui succède au Conseil national. À la Chambre haute, il siège, en plus de la CEATE, à la Commission des finances (CdF) et à la Commission des transports et des télécommunications (CTT).
Il annonce en juillet 2022 qu'il ne se présentera pas pour un nouveau mandat en octobre 2023.

### Positionnement politique
Il se profile essentiellement sur le sujet de la politique énergétique, étant un fervent partisan de l'énergie nucléaire (la commune où il réside Leibstadt abrite une centrale nucléaire),. Il est proche des milieux tant économiques que paysans.